# Distretto di Tomaszów Mazowiecki
Il distretto di Tomaszów Mazowiecki (in polacco powiat tomaszowski) è un distretto polacco appartenente al voivodato di Łódź.

## Geografia antropica

### Suddivisioni amministrative
Il distretto comprende 11 comuni.
- Comuni urbani: Tomaszów Mazowiecki
- Comuni rurali: Będków, Budziszewice, Czerniewice, Inowłódz, Lubochnia, Rokiciny, Rzeczyca, Tomaszów Mazowiecki, Ujazd, Żelechlinek